# Karviná (distrito)
Karviná é um distrito da República Checa na região de Morávia-Silésia, com uma área de 347 km² com uma população de 279.436 habitantes (2002) e com uma densidade populacional de 805 hab/km².